# Giuseppe Antonio Rossi
Giuseppe Antonio Rossi (Catanzaro, 6 giugno 1818 – Catanzaro, 19 gennaio 1910) è stato un avvocato e politico italiano.

## Biografia
Sindaco di Catanzaro per due mandati, è stato senatore del Regno d'Italia nella XIII legislatura.